# باتمان: عودة الجوكر
باتمان عودة الجوكر (بالإنجليزية: Batman Beyond: Return of the Joker)‏ هو فيلم فيديو رسوم متحركة بطل خارق وغموض أمريكي تم إنتاجه عام 2000 من قبل شركة وارنر برذرز إنترماينت فاميلي ووارنر براذرز أنيميشن، يضم الفيلم بطل دي سي كومكس باتمان وعدوه الجوكر، والفيلم بمثابة تتمه لمسلسل باتمان ومسلسل مغامرات باتمان الجديدة، وتم عمل الرسوم المتحركة للفيلم في أستديو طوكيو موفي شينشا، دُبلج الفيلم للغة العربية بواسطة أستديو إيمدج برودكشن هاوس وعرض على قناة كرتون نتورك بالعربية ضمن فقرة سينما كرتون نتورك.

## القصة
القصة تتبع ماكجينيس، باتمان الجديد، ومعلمه وسلفه بروس واين، وهم يواجهون العدو اللدود الجوكر الذي عاد بعد أن كان يُفترض أنه ميت لعقود، مما دفع تيري لاكتشاف الحقيقة حول معركة بروس الأخيرة مع الجوكر. ولأن مدينة غوثام في خطر من هجمات الجوكر يجب على تيري مواجهة عدو لا يشبه أي شخص واجهه من قبل.

## روابط خارجية
- باتمان: عودة الجوكر على موقع IMDb (الإنجليزية)
- باتمان: عودة الجوكر على موقع روتن توميتوز (الإنجليزية)
- باتمان: عودة الجوكر على موقع نتفليكس (الإنجليزية)
- باتمان: عودة الجوكر على موقع ألو سيني (الفرنسية)
- باتمان: عودة الجوكر على موقع أول موفي (الإنجليزية)
- باتمان: عودة الجوكر على موقع فيلمافينيتي (الإسبانية)
- باتمان: عودة الجوكر على موقع قاعدة بيانات الفيلم (الإنجليزية)
- باتمان: عودة الجوكر على موقع ليتربوكسد (الإنجليزية)
- باتمان: عودة الجوكر على موقع كينوبويسك (الروسية)